# Quatre aventures de Reinette et Mirabelle
Quatre aventures de Reinette et Mirabelle és un pel·lícula francesa, escrit i dirigit per Éric Rohmer, estrenat el 1987. Està estructurat en quatre episodis centrats en dos personatges femenins: L'Heure bleue, Le Garçon de café, Le mendiant, la cleptomane et l'arnaqueuse i La vente du tableau.

## Argument

### Episodi 1:L'Heure bleue
Reinette, una jove pintora amateur que viu al camp, ajuda a la Mirabelle, una noia parisenca que està de vacances, quan se li punxa una roda de la bicicleta.
Una vegada l'han arreglat, la Reinette convida a casa seva la Mirabelle. Li ensenya els seus quadres i compartiran l'hora blava, que és com anomena la Reinette el moment de silenci abans de fer-se de dia. La Mirabelle convençarà la seva nova amiga per anar a viure juntes a Paris.

### Episodi 2:Le Garçon de café
Instal·lades a Paris, Mirabelle segueix amb els seus estudis i Reinette perfecciona la seva pintura. Un dia, a la terrassa d'un cafè, Reinette es troba que no porta canvi per pagar la consumició. Arriba la Mirabelle tampoc en porta. Finalment, acabaran per marxar sense pagar, davant l'actitud del cambrer. L'endemà la Reinette torna al local per compensar el deute, però el cambrer ja no hi és pas.

### Episodi 3:Le Mendiant, la cleptomane et l'arnaqueuse
Reinette atèn als necessitats, i la Mirabelle ajuda a una cleptòmona en un supermercat. La Reinette es quedarà sorpresa quan descobreix que ha fet un donatiu a una estafadora.

### Episodi 4:La Vente du tableau
Mirabelle retreu a la seva amiga que és molt xerraire i la Reinette es compromet a no parlar durant tot un dia sencer. La Reinette rep la trucada d'un galerista interessat en comprar un dels seus quadres, haurà de fer front a la trobada sense trencar el seu pacte de silenci. Finalment, la col·laboració de Mirabelle i el comportament del singular galerista ajudaran a l'èxit de l'operació.

## Repartiment
Protagonistes en els quatre episodis: 
- Joëlle Miquel: Reinette
- Jessica Forde: Mirabelle

### L'Heure bleue
- Família Housseau: veïns

### Le Garçon de café
- Philippe Laudenbach: cambrer
- François-Marie Banier: un passant
- Jean-Claude Brisseau: un passant

### Le Mendiant, la cleptomane et l'arnaqueuse
- Haydée Caillot: senyora caritativa
- Béatrice Romand: inspectora
- Gérard Courant: inspector
- David Rocksavage: turista anglès
- Yasmine Aury: la cleptòmana
- Marie Rivière: l'estafadora
- Jacques Auffray: el captaire

### La Vente du tableau
- Fabrice Luchini: galerista
- Françoise Valier: clienta de la galeria
- Marie Bouteloup: clienta de la galeria

## Al voltant de la pel·lícula
El rodatge de les escenes rurals del film es va fer a Brie (a l'est de Paris), després d'haver finalitzat la filmació de Le Rayon vert. Rohmer arriba a considerar aquests dos films com amateurs, Le Rayon vert és una pel·lícula de vacances i Quatre aventures de Reinette et Mirabelle un film de cap de setmana, aquest últim més classificable en el gènere de documental de ficció.